# Speyeria hesperis
Speyeria hesperis é uma borboleta da família Nymphalidae. Pode ser encontrada no noroeste dos Estados Unidos e no oeste do Canadá, até ao leste de Manitoba e Dakotas.
Com envergadura entre 45–58 millimetres (1,8–2,3 in), é relativamente pequena. Possui partes superiores alaranjadas e brilhantes (amarela nas fêmeas) e marcas pretas mais finas que a maioria das outras espécies do seu ramo.

## Espécies semelhantes
- Speyeria aphrodite
- Speyeria atlantis